# 70783 Kenwilliams
70783 Kenwilliams è un asteroide della fascia principale. Scoperto nel 1999, presenta un'orbita caratterizzata da un semiasse maggiore pari a 2,6158877 UA e da un'eccentricità di 0,1335898, inclinata di 3,56872° rispetto all'eclittica.